# Frédérick Leboyer
Frédérick Leboyer (Parigi, 1º novembre 1918 – Vens, 25 maggio 2017) è stato un ginecologo e ostetrico francese.
È considerato l'ideatore del cosiddetto parto dolce o parto senza violenza, che da lui ha preso il nome di "metodo Leboyer".
Nella clinica parigina nella quale lavorò stabilì una serie di condizioni che permettessero al neonato una nascita senza traumi inutili.
Fra le condizioni poste da Leboyer si ha che: 
- Dopo il parto il bambino possa riprendersi dallo stress del parto sull'addome della madre affinché continui a sentirne il calore ed il battito cardiaco.
- Il cordone ombelicale venga clampato e reciso tardivamente (dopo che ha smesso di pulsare) in modo da facilitare e rendere meno traumatico il passaggio alla respirazione polmonare.
- Alla madre e al bambino venga lasciato un po' di tempo per "conoscersi" e che il bagnetto e le procedure mediche post-parto vengano effettuate successivamente.
- Qualora possibile tutte le operazioni che coinvolgono il bambino dovrebbero avvenire in modo molto delicato, evitando rumori, movimenti bruschi e luci troppo intense.
- Le sale parto dovrebbero corrispondere a questa esigenza, dovrebbero essere quindi degli ambienti confortevoli, isolati acusticamente e senza luci troppo intense.

Molte di queste indicazioni sono state nel tempo adottate da molti reparti di ostetricia degli ospedali di tutto il mondo.
A Leboyer si deve anche l'introduzione nel mondo occidentale del massaggio neonatale.

## Opere
- 1975 - Per una nascita senza violenza
- 1976 - Shantala: l'arte del massaggio indiano per far crescere i bambini felici
- 1979 - Dalla luce, il bambino
- 1982 - Natività -  Le sacre de la naissance
- 1996 - Diario di una nascita - Si l'enfantement m'était conté
- 2005 - Il rito della nascita -  La spiritualità di un evento naturale: dare la vita + DVD
- 2008 - L'arte di partorire + CD